# Fakulteta za sociologijo v Moskvi
Fakulteta za sociologijo v Moskvi (rusko Социологический факультет МГУ) je javna fakulteta, ki ponuja študij sociologije in deluje v sklopu Moskovske državne univerze; ustanovljena je bila leta 1989.